# هنري بول
هنري بول (بالفرنسية: Henri Paul)‏ ولد بول في الثالث من يوليو عام 1956، كان يعمل في فندق ريتز في العاصمة الفرنسية باريس الذي يمتلكه عماد الفايد الملقب بدودي ابن الملياردير المصري محمد الفايد وصديق أميرة ويلز ديانا سبينسر وفي 31 أغسطس عام 1997 اتفق مع دودي الفايد على قيادة سيارة تقله هو وصديقته الأميرة ديانا ليخدعا الصحفيين الذين تبعوا سيارة المرسيدس التي كان من المفترض أن تقل دودي والأميرة ديانا الذين خرجا من الباب الخلفي للفندق وركبا السيارة التي كان يقودها هنري بول وجلس بجواره الحارس الشخصي تريفور ريس جونس، وجلست ديانا ودودي في الخلف وانطلقت السيارة.
وفي ميدان الكونكورد لاحق المصورون السيارة بأعداد كبيرة لالتقاط الصور، فأنطلق هنري السائق بالسيارة بعيدا عنهم وهو يقود بسرعة عالية وأخذ الطريق السريع الموازي لنهر السين ومنه إلى نفق ألما بسرعة عالية تعدت ال 100 كم/س على الرغم من أن أقصى سرعة مصرح بها تحت النفق هي 65 كم/س، ولم يمضي القليل بعد دخول النفق حتى فقد السيطرة تماما على السيارة وترنحت منه يمينا ويسارا إلى أن اصطدمت بالعمود الثالث عشر داخل النفق، وقد وقع هذا الحادث في تمام الساعة 0:25 من بعد منتصف الليل، وقد توفيا كل من السائق ودودي عقب الحادث مباشرة، وكان الحارس الشخصي في حالة حرجة وفاقدا للوعي، وكانت ديانا في حالة خطيرة جدا وعلى وشك الوفاة.
بعد تلك الحادثة قيل الكثير من التصريحات والأسباب، فقد كانت هناك مسؤولية على المصورون بسبب ملاحقتهم للسيارة التي كانت أشبه بالمطاردة، بالإضافة إلى أن الفلاش أو الضوء الذي كان يخرج من الكاميرات عند استخدامها من قبل المصورون كان له تأثير على رؤية السائق وأفقده التحكم في السيارة، ولكن لم تكن المسؤولية كاملة على المصورون خاصة بعد أن تم تحليل عينة من دم السائق وثبت أن بها نسبة 1.75 مل من الكحول ومن المؤكد أنه شرب في ليلة الحادث، وليس هذا فقط حيث اكتشف الأطباء أيضا وجود آثار للمخدرات في دمه، فكيف يمكن لحارس الأمن المخمور أن يقود السيارة وهو في هذة الحالة، وكيف لم يلاحظ أحد الحالة التي هو عليها، وقد أذاع محمد الفايد شريط فيديو من خلال كاميرات الأمن في الفندق يفيد أن حارس الأمن لم يكن ظاهرا عليه أي حالة سكر أو يترنح كذلك ديانا ودودي.
وقد صرح أحد المصورون بعد الحادث أن في هذة الليلة أمام الفندق قال لهم هنري بول «لن تستطيعوا ملاحقتنا هذة الليلة» فهل كان يريد من كلامه هذا أن يعفي نفسه من المسؤلية، أم أن السائق كان ينوى تنظيم سباق. وأن كان الأمر هكذا فعلا فمن الغريب أن يرتدي الحارس الشخصي حزام الأمان دون أن يطلب من ديانا ودودي أن يرتديانه هما أيضا أليس هذا من اختصاصه كمسؤول عن أمنهما، ولماذا لم يأمر كل من ديانا ودودي السائق بأن يهدئ من سرعة القيادة، وكان آخر الشهود قد أدعى أنه شاهد سيارة فيات أونو بيضاء أو ستروين بيضاء يفترض تورطها في الحادث.
وقد كشفت صحيفة دايلي ميرور البريطانية عن تفاصيل جديدة حول مصرع أميرة ويلز الراحلة ديانا سبنسر وصديقها المصري عماد الفايد في باريس عام، 1997 وتتوقع المصادر إعادة فتح ملف التحقيقات مرة أخرى بناء علي الادلة الجديدة. نقلت الصحيفة عن جون ستيفينز الرئيس السابق لشرطة لندن ان السائق هنري بول الذي توفي في الحادث كان يعمل لحساب الاستخبارات الفرنسية ويحتفظ بعدد من الحسابات في بنوك متعددة. وأوضح» ستيفينز«ان إجمالي المبالغ الموجودة في هذه الحسابات وصل إلي أكثر من 100 ألف جنيه استرليني.
ويسعي المحققون لمعرفة إذا كان بول يعمل لحساب الاستخبارات الفرنسية لحظة وقوع الحادث من عدمه.
وأكدت صحيفة ذي ميرور ان الاختبارات التي اجريت علي عينة من دم السائق هنري بول كشفت تعاطيه المخدرات ولجوءه إلي القيادة بسرعة كبيرة، وان الحادث مدبر مسبقا.
وأشارت أسرة بول إلي ان عينة الدم التي خضعت للتحليل لم تكن من دمه. وأكد محمد الفايد والد عماد ان أحد عناصر الاستخبارات البريطانية» إم أي سكس«المتخفي في زي مصور أطلق فلاش الكاميرا في عيني هنري بول أثناء القيادة مما أدى إلى وقوع الحادث.
كما ظهرت أدلة تثبت ان الكاميرا المنصوبة في النفق أثناء وقوع الحادث لم تكن في حالة إغلاق مؤقت كما جاء في تحقيقات الشرطة الفرنسية.
وأوضحت صحيفة ذي ميرور ان نتائج التحقيقات التي توصل لها» ستيفينز«اعتمدت علي مقابلات مع شهود وادلة من حطام السيارات. وكان» ستيفنز«قد كلف برئاسة فريق يضم 15 من المحققين البريطانيين للتحقيق حول مصرع ديانا.
ولكن وحسب قول البعض أن هنري بول كان تابعا للاستخبارات البريطانية وأنه لا مصلحة لفرنسا بقتل الأميرة ديانا.